# Lüeyang
Lüeyang (en chino, 略阳; pinyin, Lüèyáng) es un condado  bajo la administración directa de la Prefectura Hanzhong en la Provincia de Shaanxi, República Popular China.  Su área es de 2822 km² y su población total para 2010 superó los 200 mil habitantes. 
Fundada en el 111 AD, resultó gravemente afectada por el Terremoto de Sichuan de 2008 destruyendo el 95% de los edificios de la capital del condado.  En agosto de 2020, la cabecera del condado se inundó por el río Jialing.

## Administración
Desde julio de 2020, el  Condado Lüeyang se divide en 17 pueblos que se administran en 2 subdistritos y 15 poblados.